# Sant’Agata Bolognese
Sant’Agata Bolognese (emilián nyelven Sant’Ègata vagy Sant'Èghete) település Olaszországban, Emilia-Romagna régióban, Bologna megyében. Lakosainak száma 7285 fő (2023. január 1.). Sant’Agata Bolognese Crevalcore, Nonantola, San Giovanni in Persiceto és Castelfranco Emilia községekkel határos.

## Népesség
A település lakossága az elmúlt években az alábbi módon változott:
| Lakosok száma | 7255 | 7344 | 7285 |
|               | 2017 | 2018 | 2023 |

## Nevezetességek
A település leginkább arról ismert, hogy itt található a Lamborghini luxussportautó-gyár központja, valamint az ehhez kapcsolódó Lamborghini Múzeum is.